# Palast von Archanes

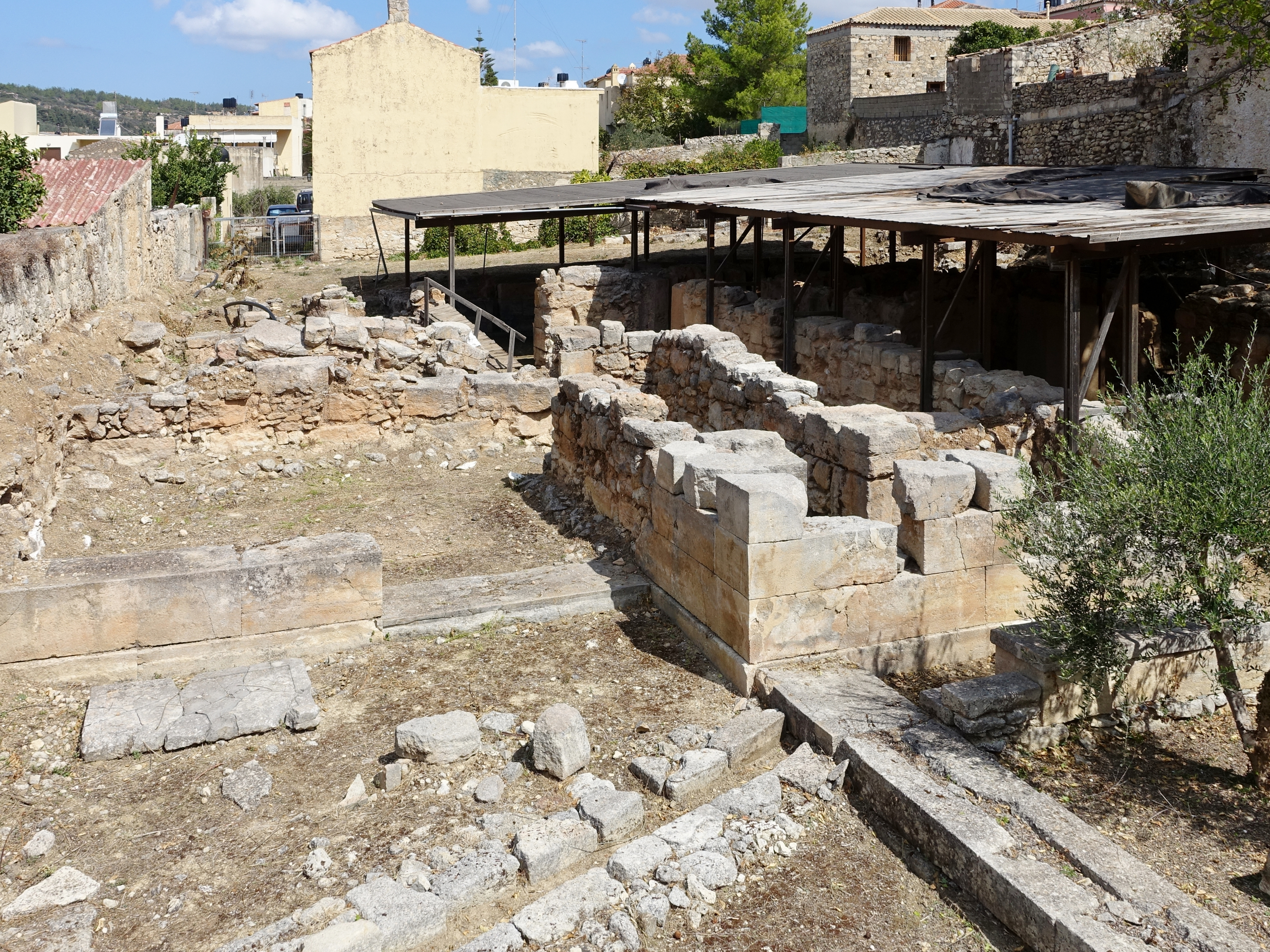
Ausgrabungsstätte von Archanes

Als Palast von Archanes (griechisch Ανάκτορο Αρχανών Anaktoro Archanon) wird eine archäologische Ausgrabungsstätte im zentralen Norden der griechischen Insel Kreta bezeichnet. Sie befindet sich innerhalb des Ortes Archanes in der Gemeinde Archanes-Asterousia des Regionalbezirks Iraklio. Die ältesten im Viertel Tourkogitonia (Τουρκογειτονιά) freigelegten Gebäudereste stammen aus der mittelminoischen Altpalastzeit im 2. Jahrtausend v. Chr.

## Lage und Geschichte
Die Ausgrabungsstätte im Zentrum des ehemaligen türkischen Viertels des Ortes Epano Archanes (Επάνω Αρχάνες ‚Ober-Archanes‘), innerhalb der Häuserzeilen und erreichbar über einen meist geschlossenen Zugang an der Westseite, deckt nur einen kleinen Teil der ursprünglichen Ausdehnung der minoischen Bebauung ab. Viele Teile der prähistorischen Gebäude liegen unter dem heutigen Ort Archanes und sind ohne Abriss der vorhandenen Häuser nicht freizulegen. An vier anderen Stellen des Ortes, beispielsweise an der Kirche Agios Nikolaos, konnten weitere minoische Hinterlassenschaften entdeckt werden.

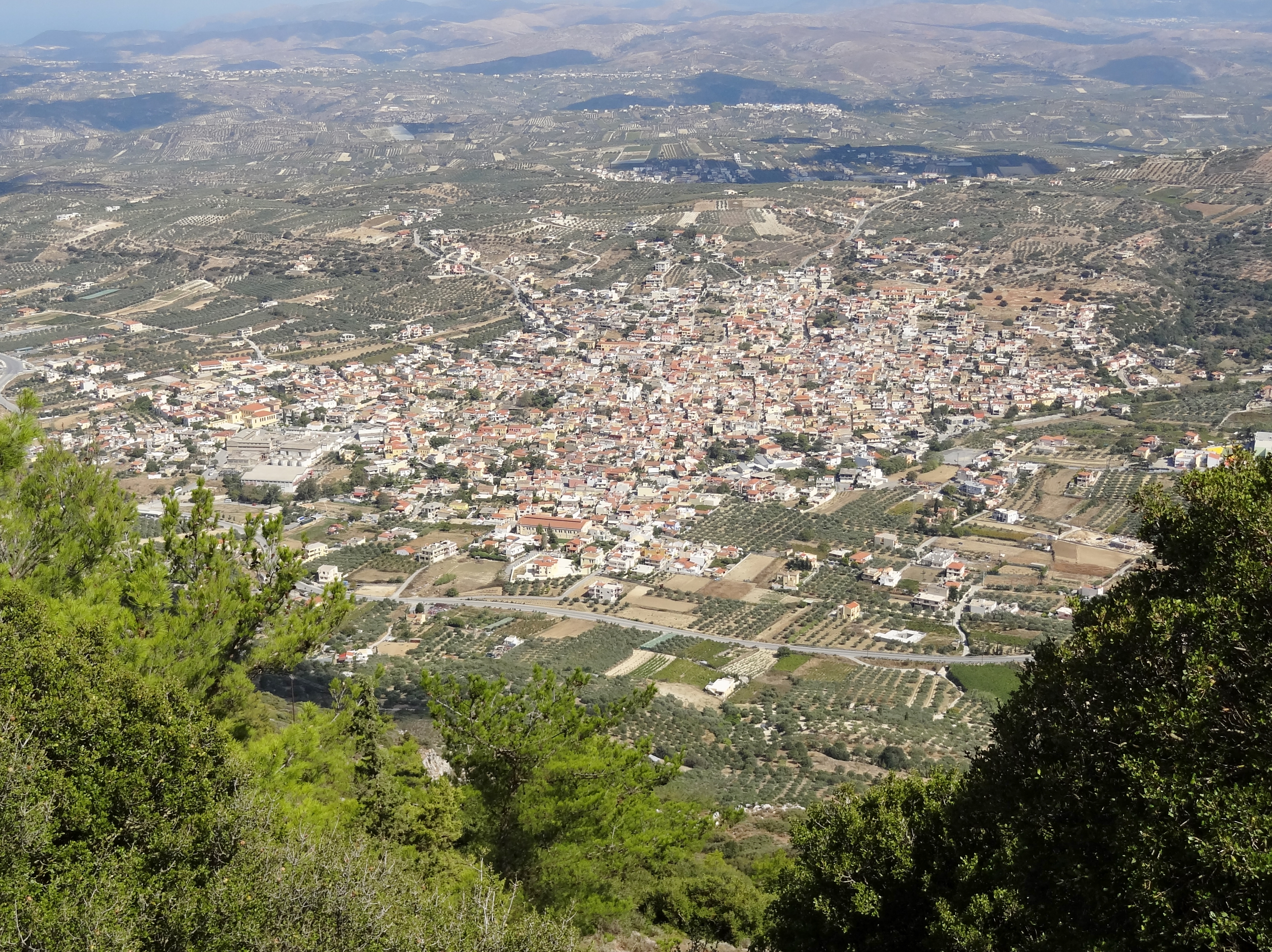
Blick vom Giouchtas auf Archanes

Archanes liegt auf über 300 Metern Höhe in einer Senke östlich des Höhenzugs des Giouchtas, nach einem Mythos das Grab des Zeus. Auf dessen höchstem Punkt, dem 1,5 Kilometer Luftlinie entfernten Psili Korfi, befand sich ein Gipfelheiligtum. Weitere nahe Ausgrabungsstätten aus minoischer Zeit sind die wahrscheinlich zu Archanes gehörende Nekropole Phourni 950 Meter im Norden, von der ein vor Jahrtausenden angelegter gepflasterter Weg in Richtung Archanes führt, Anemospilia etwa 2,5 Kilometer nordwestlich und Vathypetro 3 Kilometer im Süden. Die Entfernung von Archanes zur Nordküste Kretas am Ägäischen Meer beträgt etwas über 11 Kilometer, auf halber Strecke bei 6,8 Kilometern liegt Knossos, das angenommene Zentrum der minoischen Kultur.

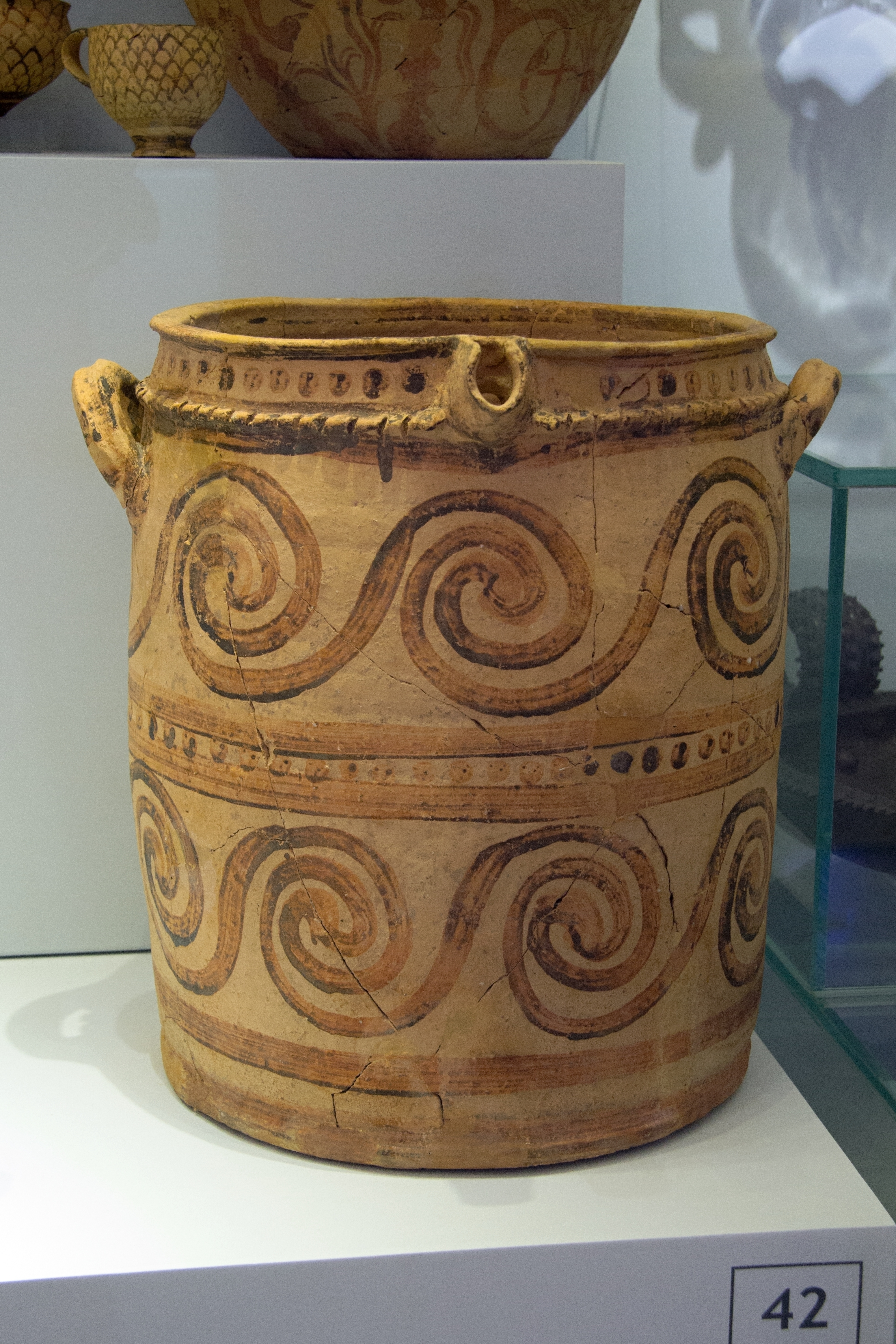
Gefäß mit Spiralmotiven

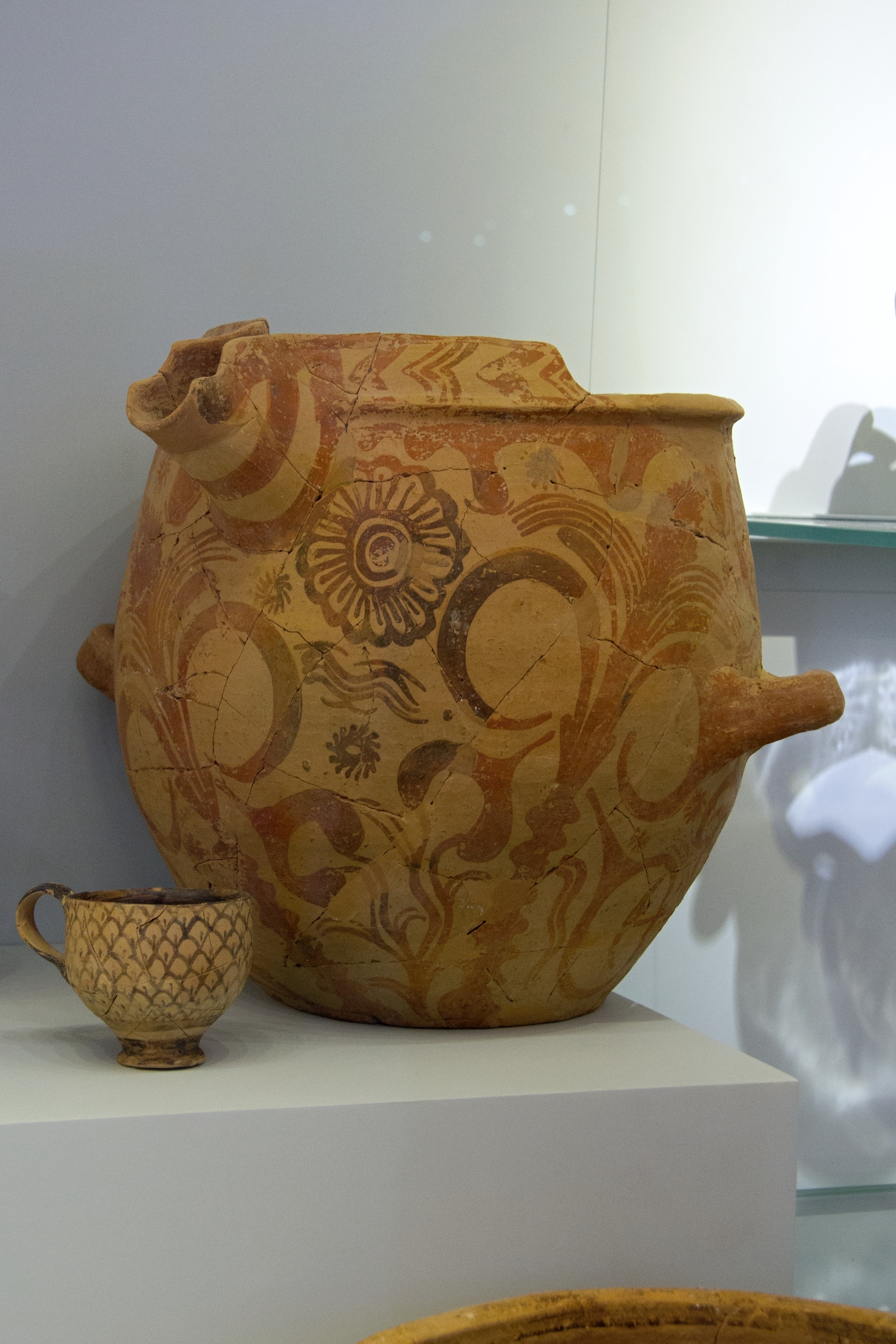
Gefäß mit floralen Motiven

Bereits 1912 unterstrich Stephanos Xanthoudides die Bedeutung der archäologischen Stätte von Archanes. Arthur Evans, der 40 Meter nordwestlich des Palastzentrums ein minoisches Wasserbecken freigelegt hatte, verwies 1922 auf den „palatialen Charakter“ der Mauerreste und vermutete in Archanes die Existenz eines „Sommerpalastes“ der Könige von Knossos. Spätere Untersuchungen kleiner Bereiche des Ortes durch Spyridon Marinatos und Nikolaos Platon erbrachten keine besonderen Ergebnisse. Erst ab 1964 wurden unter Jannis Sakellarakis und seiner Ehefrau Efi Sapouna-Sakellaraki Teile palastartiger Gebäude innerhalb von Archanes entdeckt, die alle Merkmale der Paläste von Knossos und Phaistos aufwiesen, wie Abmessungen, Orientierung, Architektur und die Verwendung wertvoller Baustoffe, Bauten, die sowohl Verwaltungs- wie auch Wohnzwecken dienten.

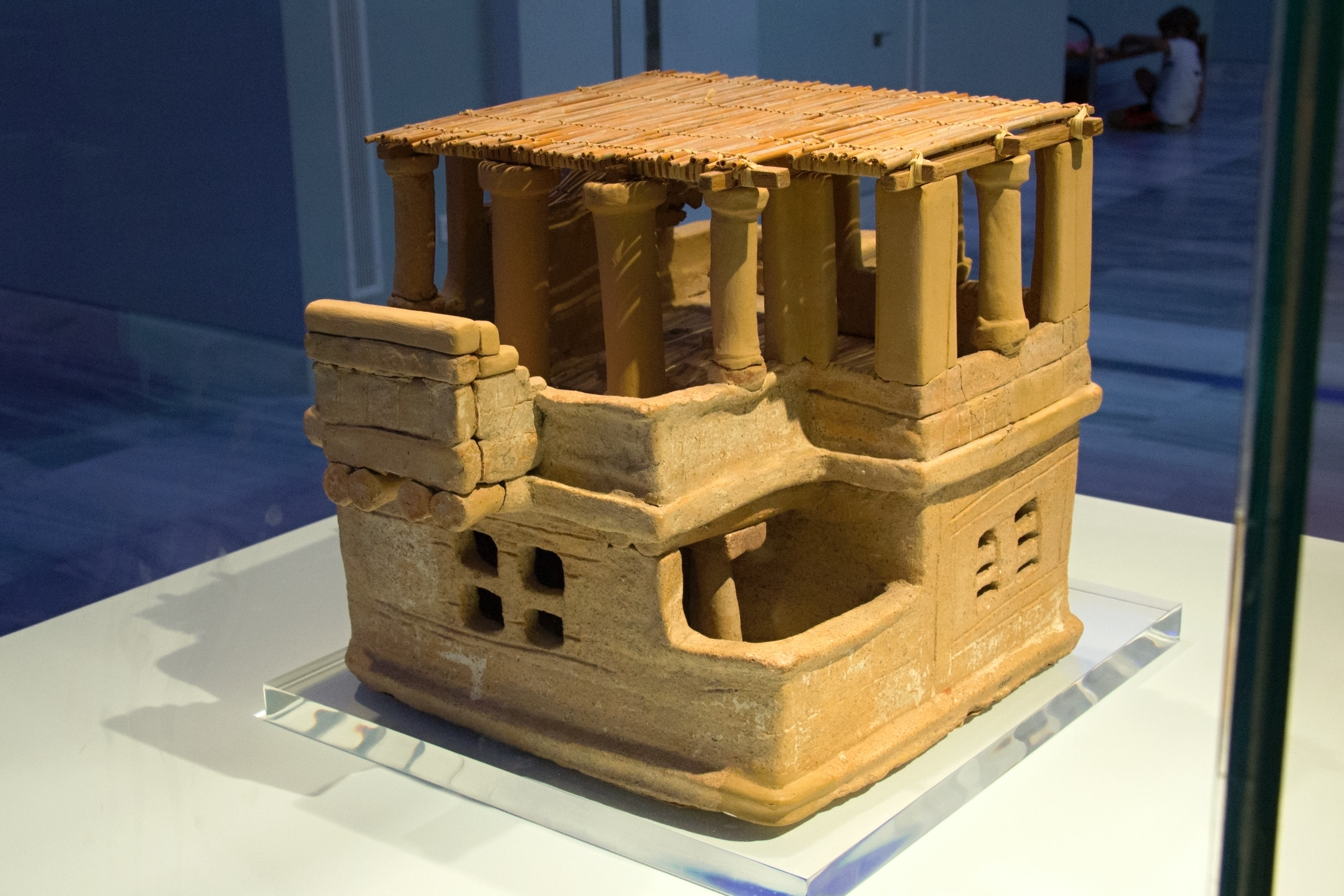
Hausmodell (1700–1500 v. Chr.)

Nach derzeitigem Erkenntnisstand wurde der Palast von Archanes in der Altpalastzeit um 1900 v. Chr. errichtet. Darauf verweist aufgefundene Keramik im Kamares-Stil. In späteren Phasen wurden kleine Änderungen am Bauwerk vorgenommen, bis es um 1700 v. Chr. von einem Erdbeben zerstört wurde. Aus der Zeit von 1700 bis 1500 v. Chr. (Mittelminoisch III) stammt ein 23,5 cm hohes, 31 × 29 cm großes tönernes Hausmodell aus Archanes, dessen moderne Rekonstruktion im archäologischen Museum in Iraklio ausgestellt ist. Nach dem Wiederaufbau und einer erneuten Zerstörung durch ein Erdbeben hundert Jahre nach dem ersten prosperierte die Palastanlage von 1600 bis 1450 v. Chr. in der Neupalastzeit. Kennzeichnend für diesen Kulturabschnitt sind der Meeres- und der Flora-Stil, von denen einige Keramikgefäße in Archanes gefunden wurden. Nach 1450 v. Chr. kam der Palast von Archanes unter mykenische Herrschaft und erlebte eine letzte Periode des Wohlstands.

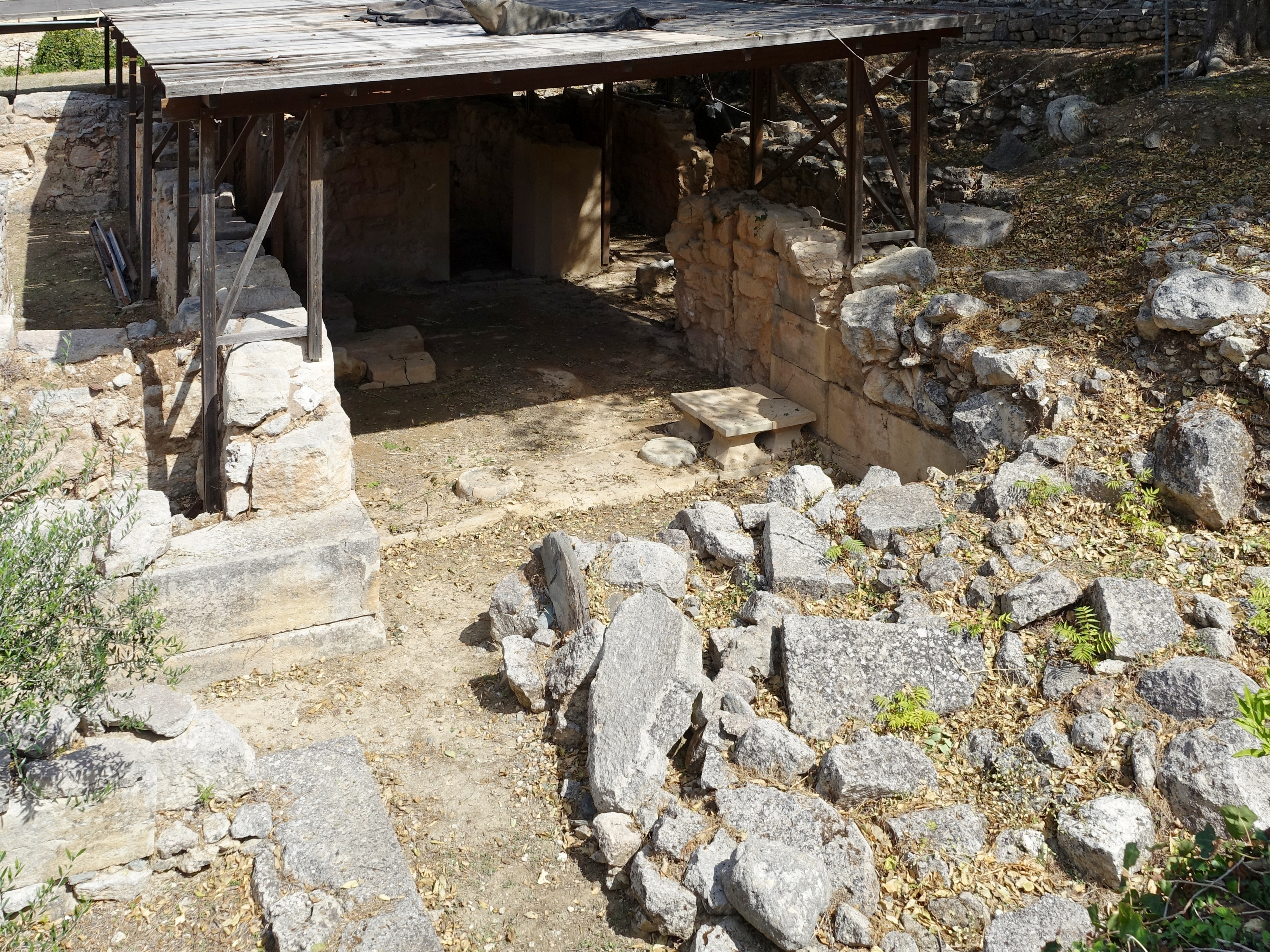
Eingang mit Altarbereich

Die freigelegten Gebäudereste im Viertel Tourkogitonia, die ein Propylon, Heiligtümer, geräumige Säle und Treppenhäuser umfassen, zeigen die neupalastzeitlichen Strukturen des zentralen Teils der Palastanlage. Einige der Wände ragen noch bis auf zwei Meter Höhe auf und sind aus Werkstein-Mauerwerk errichtet. Die relative Dicke der Wände gibt zu der Vermutung Anlass, dass das Gebäude mehrere, möglicherweise drei Geschosse besaß. An den Innenseiten der aus verschiedenen Steinarten errichteten Mauern waren oft Wandmalereien aufgebracht und mehrere Fußböden aus farbigem Mörtel hergestellt. Der Palasthof befand sich an der Südostseite des Grabungsgeländes, wo ein Eingang zwischen zwei Säulen zu einer Plattform mit einem Altar führte. Die hier gefundenen Scherben von Kultgefäßen, Tierknochen und eine Ablaufrinne Richtung Südwesten für das Blut der Opfertiere und das Reinigungswasser bestätigen die Existenz einer Opferstelle zu kultischen Zwecken.
Im Raum westlich des Eingangs wurden heilige Utensilien, wie Gefäße und Opfertische, gefunden, die ursprünglich wohl in einem oberen Stockwerk standen. Die Obergeschosse des westlichen Sektors dienten vermutlich Wohnzwecken. Im Erdgeschoss, in den Mauern aus der Altpalastzeit, fanden sich Relikte aus mykenischer Zeit. Die westlichsten Bereiche der Ausgrabungsstätte dienten wohl den Palastwerkstätten, da dort beispielsweise Töpferscheiben zu Tage traten. Der Fund eines Linear-A-Täfelchens führte hingegen zu der Annahme, dass sich im südöstlichen Teil des Palastzentrums das Archiv des Palastes befand, das durch mykenische und spätere Schichten zerstört wurde. Ein dortiger Raum enthielt auch Keramik und unbearbeitete Teile von Bergkristall, Obsidian und Speckstein, was auf eine Werkstatt hinweist. Der 2010 verstorbene Jannis Sakellarakis hielt die Palastanlage insgesamt für nur wenig kleiner als den Palast von Knossos, womit der von Archanes der zweitgrößte Palast der minoischen Kultur gewesen wäre.

Ausgrabungsstätte
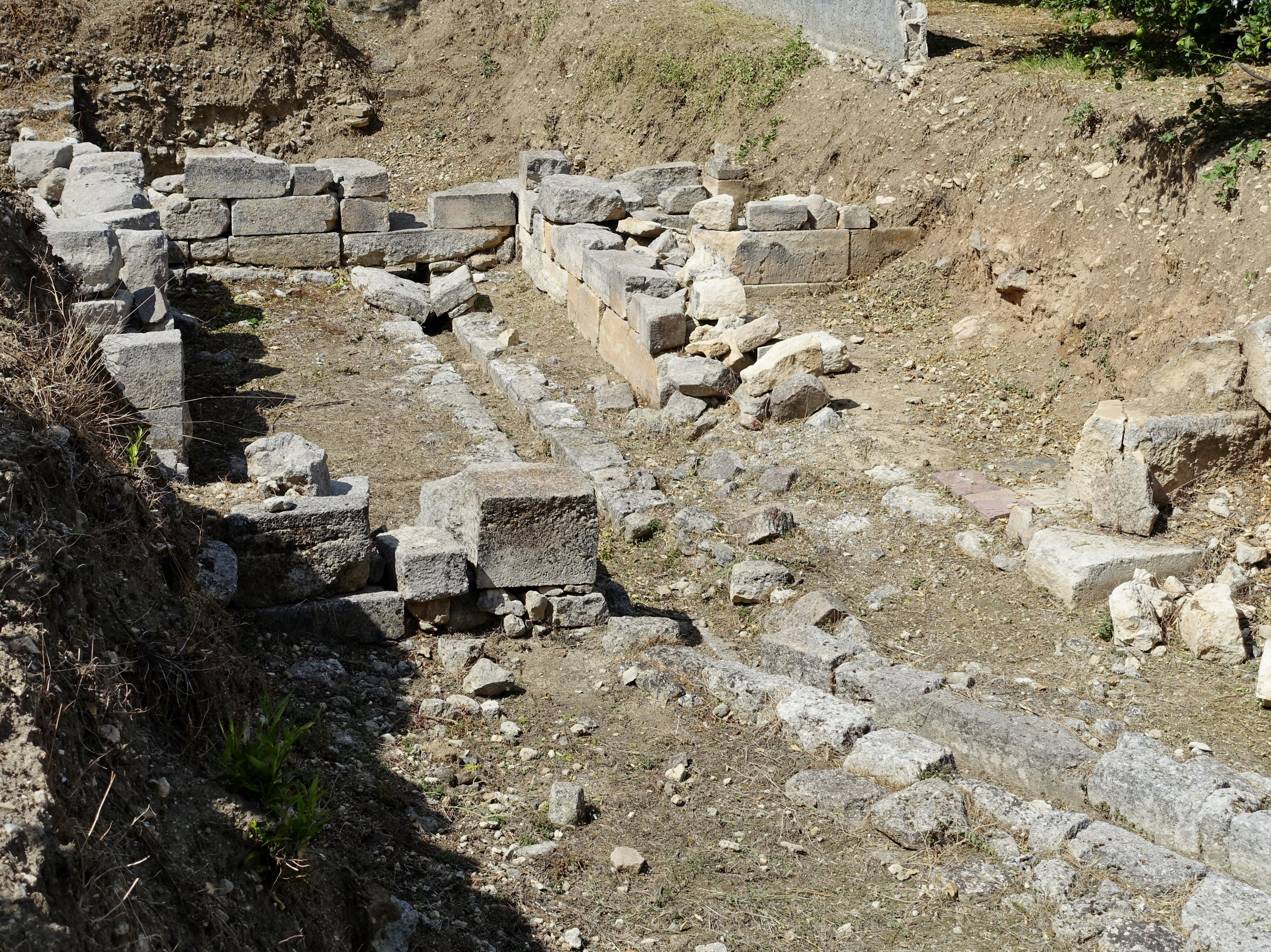
Südwestliche Ablaufrinne
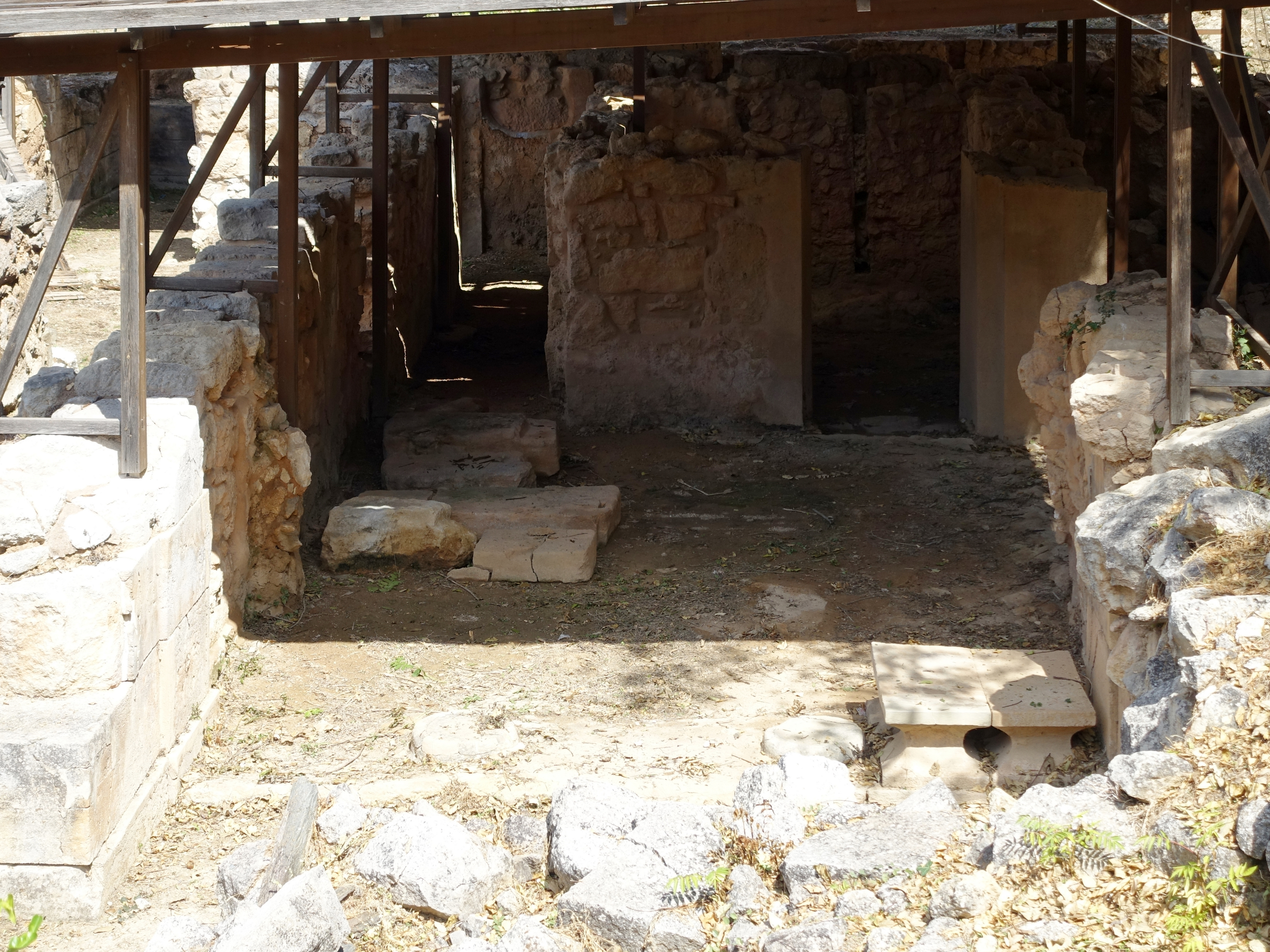
Altarraum
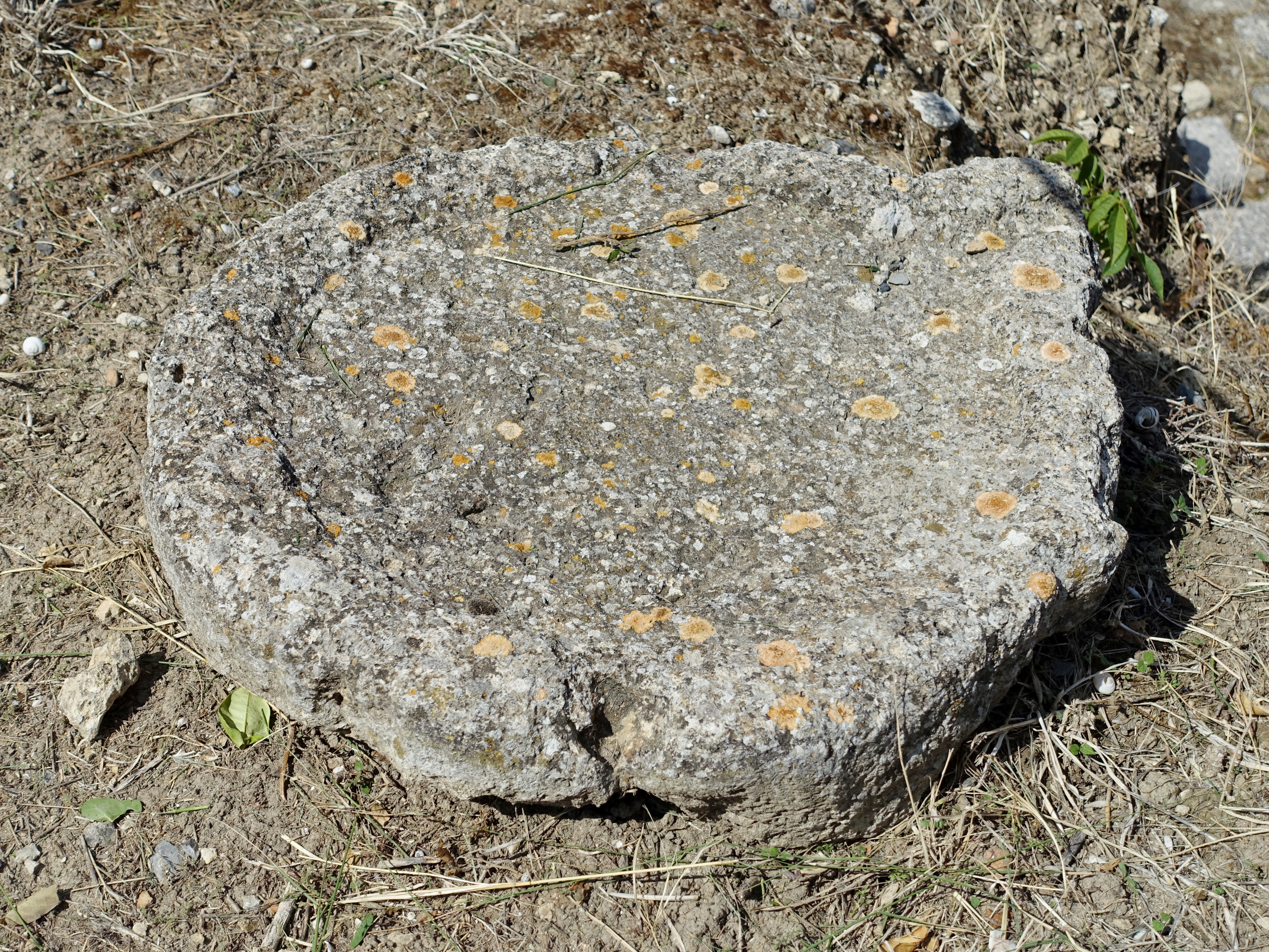
Minoischer Stein-Kernos
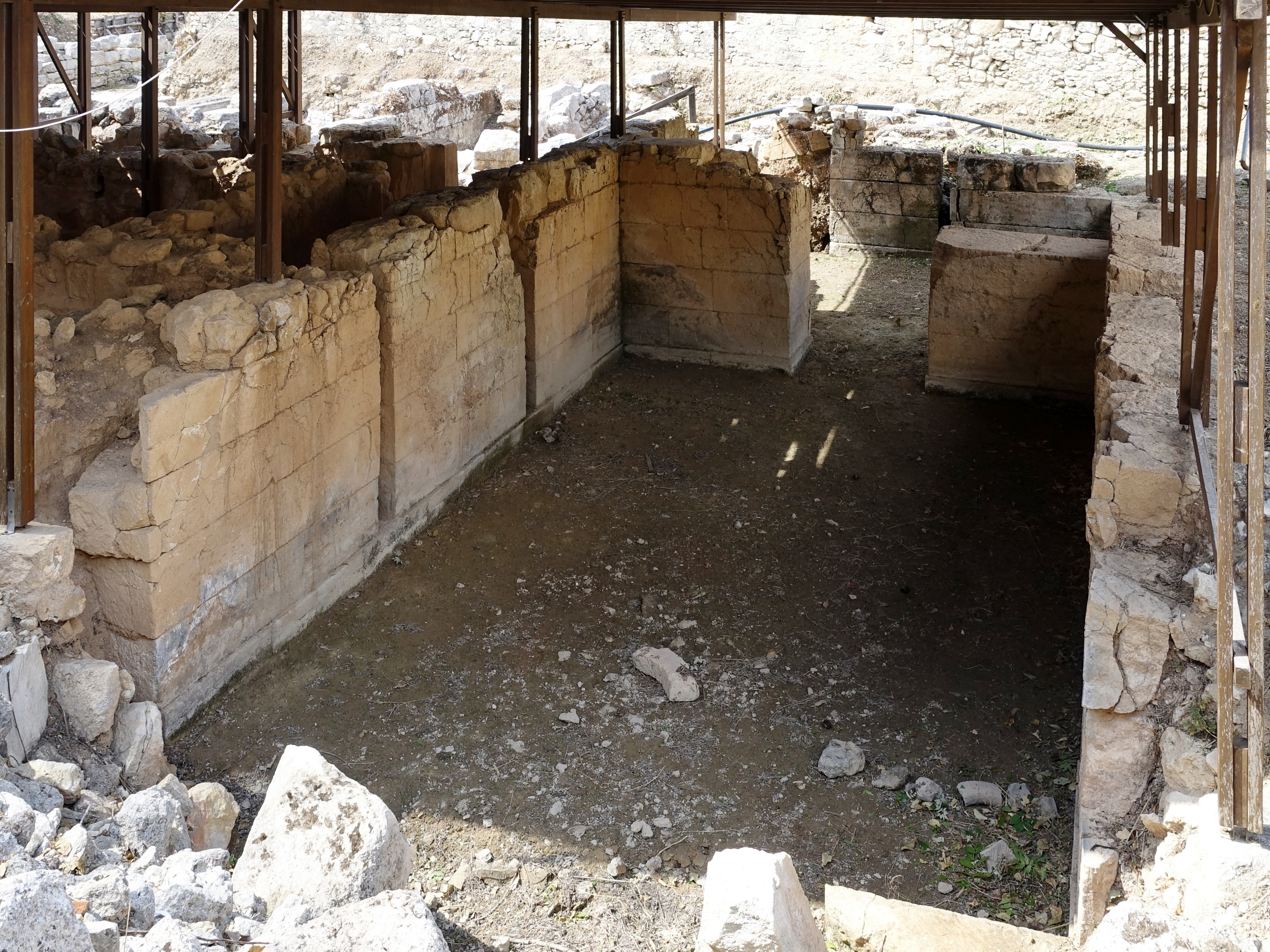
Nördliche Palasträume